# 田窪行則
田窪 行則（たくぼ ゆきのり、1950年 - ）は、日本の言語学者。専門は理論言語学、日本語学、琉球語学。京都大学名誉教授。

## 経歴
1950年、岡山県で生まれた。中学生の頃、金田一京助の随筆「北の人」に出会い、感動したという。1969年、京都大学文学部文学科に入学。しかし、折しも1969年は大学紛争の真っ最中であった。西田龍雄に師事して言語学専攻で学び、1975年3月に卒業。卒業後は、同大学大学院に進んだ。1980年、京都大学大学院文学研究科博士課程を単位取得退学。
同1980年より大韓民国東国大学校慶州分校招聘専任講師を務めた。1982年、神戸大学教養部専任講師となった。1984年、同助教授に昇格。1991年、九州大学文学部助教授に転じ、1996年に九州大学文学部教授に昇格。2000年、京都大学大学院文学研究科教授に就いた。2006年、京都大学より博士（文学）の学位を取得 (学位論文：「日本語条件文とモダリティ」) 。2016年に京都大学を定年退任し、名誉教授となった。2017年10月から2023年3月まで第9代国立国語研究所所長。
学界では、2018年から2021年3月まで日本言語学会会長を務めた。

## 受賞・栄典
- 1991年：日本認知科学会論文賞：金水敏共著「談話管理理論からみた日本語の指示詞[4][5]

## 研究内容・業績
専門は、文の組み立て方を理論的に研究する統語理論。近年は、琉球諸語をはじめとする危機言語の調査もおこなっている。

## 著作

### 著書
- 『日本語の構造－推論と知識管理』くろしお出版、2010年

### 編著
- 『日本語の名詞修飾表現』くろしお出版、1994年
- 『視点と言語行動』くろしお出版、1997年

### 共著
- 『日本語文法セルフマスターシリーズ 格助詞』くろしお出版、1987年
- 『改訂基礎日本語文法』くろしお出版、1992年
- 『岩波講座認知科学7 言語』岩波書店、1995年
- 『岩波講座言語の科学 言語の科学入門』岩波書店、1997年
- 『言語学と日本語教育2』くろしお出版、2001年
- 『岩波講座日本語の文法4 複文と談話』岩波書店、2002年
- 『シリーズ言語科学3 認知言語学II：カテゴリー化』東京大学出版会、2002年
- データに基づく日本語のモダリティ研究 (2020年)